# TV5 (canal de televisão filipino)
TV5 (também conhecido como 5 e anteriormente conhecido como Associated Broadcasting Corporation / Associated Broadcasting Company ou ABC) é uma rede de televisão aberta filipina que pertence e é operada pela TV5 Network, uma subsidiária da MediaQuest Holdings, parte da PLDT. A emissora foi lançada em 1º de junho de 1960.
A rede também é formalmente conhecida como The Kapatid Network, um termo tagalo para "irmão ou irmã", que foi introduzido em 2010.

## Programas

### Telejornais
- Frontline Pilipinas (2020-presente)
- Frontline sa Umaga (2021-presente)
- Frontline Tonight (2021-presente)
- Ted Failon at DJ Chacha sa Radyo5 (2020-presente)
  - Radyo5 Network News (2020-presente)

### Informativo
- Rated Korina (2020-presente, produzida pela Brightlight Productions)

### Dramas

#### Dramas locais
- Niña Niño (2021)
- Ang Probinsyano (produzida pela ABS-CBN)
- Marry Me, Marry You (produzida pela ABS-CBN)
- La Vida Lena (produzida pela ABS-CBN)

#### Telenovelasmexicanas
- Peregrina
- La fea más bella
- Marimar
- María Mercedes
- María la del Barrio

#### Telenovelasestadunidenses
- La reina del sur
- Betty sa NY
- Tierra de reyes
- Reina de corazones

#### Dramas coreanos
- Time Between Dog and Wolf
- Flower Boy Ramen Shop
- Reply 1988
- Wok of Love
- The Beauty Inside
- The Secret Life of My Secretary
- Welcome to Waikiki
- True Beauty

#### Sériesestadunidenses
- Agentes da S.H.I.E.L.D.
- Teen Wolf
- The Vampire Diaries
- Supernatural
- The Walking Dead
- The Flash
- Arrow
- Scandal
- Nikita
- Once Upon a Time
- Supergirl
- Legends of Tomorrow
- Gotham
- Black Lightning
- Riverdale

#### Sériesanimadasestadunidenses
- Phineas and Ferb
- Kick Buttowski: Suburban Daredevil
- Kim Possible
- Star vs. the Forces of Evil
- The 7D
- All Hail King Julien
- Johnny Bravo
- The Powerpuff Girls
- Courage the Cowardly Dog
- Ben 10
- Ben 10: Alien Force
- Ben 10: Ultimate Alien
- Ben 10: Omniverse
- Dexter's Laboratory
- Adventure Time
- Generator Rex
- The Marvelous Misadventures of Flapjack

#### Sériesanimadasitalianas
- Winx Club
- Regal Academy
- 44 Cats

#### Sérieanimadafrancesa
- Oggy and the Cockroaches

### Game shows
- Sing Galing! (2021-presente)
- The Wall Philippines (2021-presente)

### Reality shows
- Masked Singer Pilipinas (2020-presente, produzida pela Cignal Entertainment e Viva Entertainment)
- King of Mask Singer (produzida pela MBC)

### Programas de variedades
- Lunch Out Loud (2020-presente, produzida pela Brightlight Productions)
- ASAP Natin 'To! (2021-presente, produzida pela ABS-CBN)
- M Countdown (produzida pela Mnet)
- Eat Bulaga! (desde 2024, produzido pela TVJ Productions)

### Blocos de filme
- Sine Spotlight
- Cine Cinco
- Sine Spectacular
- Sari Sari Presents: Viva Cinema
- FPJ: Da King
- Hollywood Movies

## Slogans
- 1992-1993 - Today TV
- 1993-1994 - The Fastest Growing Network
- 1994-1995 - The Big Leap
- 1995-1996 - ABC: In the Big League
- 1996-1998 - Reaching Out to You
- 1998-1999 - The Best of Both Worlds
- 2000-2001 - We Are New Generation
- 2001-2004 - Come Home to ABC
- 2004-2008 - Iba Tayo!
- 2008-2010 - Shake Mo, TV Mo!
- 2010-2015 - Para Sa 'Yo, Kapatid!
- 2015-2016 - Happy Ka Dito!
- 2016 - Find Your Happy Here
- 2017-2018 - Choose Courage
- 2018-2019 - Get It on 5
- 2021-2022 - Iba sa 5
- 2022-presente - Iba ang Saya pag Sama-Sama!